# HD 112486
HD 112486，又名BD+54 1556，SAO 28572、HR 4917，是一颗恒星，视星等为5.82，位于銀經121.36，銀緯63.01，其B1900.0坐标为赤經12h 51m 54.7s，赤緯+54° 63.01′ 27″。